# マドモワゼル バタフライ
『マドモワゼル バタフライ』は、小椋アカネによる日本の少女漫画作品。白泉社発行の『LaLa DX』にて2004年11月号から2006年9月号にかけて掲載された。戦争の影が迫る昭和初期の日本を舞台にした作品で、タイトルや主人公の名前はプッチーニの歌劇「蝶々夫人」より。

## ストーリー
時は昭和の始め、置屋・花乃屋の半玉（芸者見習い）である蝶々は、裏手に住む彫師・深沢千夏を恋慕ってしきりに通っているものの、全くの子供扱いで、刺青を入れるのも「金積まれりゃ、話は別だけど」と一向に相手にしては貰えない。それでも、借金を返すまでは自由のない芸者の身の上から、「傍にいられるなら、子供のままでいい」と刺青代わりに絵を体に描いて貰いながら千夏と過ごす、幸せな毎日を送っていた。しかしとうとう、千夏の客のフランス貴族の青年とお座敷で再会し、身請けされてしまう。悲嘆に暮れた蝶々だったが、意を決して身請け主から強請った金で、千夏に蝶の刺青を依頼すると共に告白。千夏も遂に蝶々への想いを自覚し、引き取って同居生活を始めるのだった。

## 登場人物
蝶々
年齢：14歳（大正9年生まれ） / 出身地：青森 / 身長：145cmほど
青森の貧農の出で、両親・祖母・兄・姉・幼くして亡くなった弟の元から9歳で花乃屋に売られ、半玉になった天然ボケ娘。ずっと千夏を恋慕っているものの子供扱いで、しきりに通っては刺青代わりの絵を体に描いて貰っているが、その身の上から傍に居られるだけで幸せと、蝶々本人は現状に甘んじている。しかしとうとうフランス貴族の青年に身請けされてしまった蝶々を、その後さらに千夏が引き取り、同居生活も始まって晴れて恋人同士になる。
同居の一件で、右肩後ろと左腰に千夏による蝶の刺青を入れているが全体的には幼く、ボケっぷりとドジッ娘さで、千夏を始めとした周囲には「蝶々と言うより芋虫」とからかわれている。蝶と学生服が好きで、他人にはですます口調。
深沢千夏（ふかざわ ちなつ）
年齢：26歳（明治42年生まれ） / 出身地：東京山の手 / 身長：176cmほど
花乃屋の裏手に住む、刺青の彫師。ずっと子供扱いだった蝶々が身請けされたことで恋愛感情を自覚し、引き取って恋人になる。中学卒業後に留学し、一時は画壇でも持て囃されたほどの画才は、日本画の大家である父譲り。兄に続き、父とも不仲になり、松浦の助力を受けて現在に至る。
肩甲骨付近に鳳凰の刺青があり、よく紙煙草を吸っている。蝶々には過保護だが、何事にも執着が薄く、厄介事からは逃げ腰。
深沢秋衛（ふかざわ あきえ）
年齢：29歳（明治39年生まれ） / 出身地：東京山の手
千夏の兄で、総宮財閥の会長秘書。後に財閥令嬢の百合子と結婚して、軍需工場も傘下に治めた社長になる。昔から千夏とはソリが合わず、絵心から父に可愛いがられているのも疎ましかったため、会えば常に喧嘩腰。蝶々の性格も癇に触るらしく、いつも嫌味は言うものの、影ながら助力してもいる気遣い上手。
深沢青舟（ふかざわ せいしゅう）
千夏と秋衛の父で、丸メガネのおっとりとした日本画の大家。兄弟が幼い頃に妻を亡くし、一時はモデルを勤めた女性と同居したこともあったが、破談している。蝶々の経歴にも構わないどころか労い、千夏の相手として好意的に迎えたり、彫師と知っても松浦を弟子として親身に世話するなど、柔らかな優しい人物。
松浦圭吾（まつうら けいご）
千夏に刺青の手解きを始め、家出後の生活も世話した自称・師匠。借金取りから逃げて千夏の元に転がり込んだが、実は幼馴染みが不況から娼館で過労死させされたことで世を呪い、左翼の陰謀に加担している。元は身分を隠して青舟に弟子入りし、すぐにバレた後も絵を勉強したりと世話になっていた。
〆治（しめじ）
花乃屋の先輩芸者で、蝶々には〆治姐さんと呼ばれて慕われている。小料理屋の後妻になる。
小竹（こたけ）
花乃屋の先輩芸者で、蝶々には小竹姐さんと呼ばれて慕われている。一度は郷里で結婚が決まったものの破談し、再度上京する。
赤塚タミ
出身地：青森
蝶々が故郷で子守をした、フミの姉。用事ついでにと千夏宅を訪れて再会する。物語の都合で台詞は標準語だが、蝶々との会話は東北弁。

## 書籍情報
- 小椋アカネ 『マドモワゼル バタフライ』 白泉社〈花とゆめコミックス〉、全2巻

1. 第1巻 ISBN 978-4592188292（2005年8月10日発行）
2. 第2巻 ISBN 978-4592180364（2006年12月10日発行）